# Surànovo
Surànovo (en rus: Сураново) és un poble (un possiólok) de l'óblast de Kémerovo, a Rússia, que en el cens del 2010 tenia 234 habitants, pertany al districte de Taigà.